# Raión de Labinsk
El raión de Labinsk (del ruso: Лабинский район) es uno de los treinta y siete raiones en los que se divide el krai de Krasnodar, en Rusia. Está situado en el área septentrional del krai. Limita al sur con el raión de Urup de la república de Karacháyevo-Cherkesia, al oeste con el raión de Mostovskói del krai de Krasnodar y el raión de Koshejabl de la república de Adiguesia, al norte con el raión de Kurgáninsk y al este con el raión de Novokubansk y el de Otrádnaya. Tenía una superficie de 1 843 km² y 37 313 habitantes en 2010. Su centro administrativo es Labinsk.
El raión se halla en la zona premontañosa de las vertientes septentrionales del Cáucaso. El río Labá constituye la frontera oriental del raión. Más al oeste, el distrito es surcado por la cuenca del Chamlyk, afluente del anterior.

## Historia
El raión fue establecido el 2 de junio de 1924 en la composición del ókrug de Armavir del óblast del Sudeste sobre territorio del anterior otdel de Armavir del óblast de Kubán-Mar Negro. Inicialmente lo formaban ocho selsoviets: Vladímirski, Zásovski, Kaladzhinski, Labinski, Novoalekséyevski, Rodnikovski, Jlebodarovski y Chamlykski. El 16 de noviembre de ese año entró en la composición del krai del Cáucaso Norte. En 1928 se entregó la mayor parte del territorio del raión, incluida Labinsk, al  ókrug de Maikop. La superficie del disuelto raión de Mostovskói también entró en la composición del distrito. El 6 de noviembre de 1929 pasó a formar parte del distrito el anulado raión de Voznesénskaya.
El 10 de enero de 1934 entró en la composición el krai de Azov-Mar Negro. El 31 de diciembre de ese año, como resultado de la descentralización del raión, se forman los raiones de Mostovskói y Yaroslávskaya. El 13 de septiembre de 1937 el raión pasa a formar parte del krai de Krasnodar. Entre el 21 de agosto de 1939 y el 22 de agosto de 1953 se separó del raión el raión de Upornaya. El 22 de abril de 1962 se le anexionaron los territorios de los disueltos raiones de Psebai y Yarolávskaya. Entre el 11 de febrero de 1963 y el 3 de marzo de 1964 se le agregó el territorio del anulado raión de Kurgáninsk. El 12 de enero de 1965 se decidió la subordinación directa al krai de la ciudad de Labinsk, quedando la misma fuera del raión pero permaneciendo como su centro administrativo. El 21 de febrero de 1975 se reconstituyó el raión de Mostovskói en parte del territorio del raión de Labinsk. En 2005 se decidió la división en trece municipios, incluida la ciudad de Labinsk.

## Demografía
| Año  | Población |
| ---- | --------- |
| 1959 | 98 321    |
| 1970 | 121 131   |
| 1979 | 40 791    |
| 1989 | 37 580    |
| 2002 | 39 235    |
| 2009 | 100 103   |
| 2010 | 37 313    |

El 60.8 % es población urbana y el 39.2% es población rural.

## División administrativa
El raión se divide en un municipio urbano y doce municipios rurales, que engloban a 37 localidades.
| Municipios de tipo urbano          | Poblaciones* |
| ---------------------------------- | --- |
| Municipio urbano Labínskoye        | - ciudad Labinsk - jútor Zariá Mira - posiólok Projladni |
| Municipios de tipo rural           | |
| Municipio rural Ajmetovskoye       | - stanitsa Ajmetovskaya - seló Górnoye - jútor Teguin - stanitsa Chernorechenskaya                                                                                 |
| Municipio rural Vladímirskoye      | - stanitsa Vladímirskaya - jútor Privolni |
| Municipio rural Voznesenskoye      | - stanitsa Voznesénskaya - posiólok Vesioli - stanitsa Yerióminskaya - posiólok Krasni - jútor Séverni - jútor Selski Pajar - jútor Jachivan - jútor Jlebodarovski |
| Municipio rural Zásovskoye         | - stanitsa Zásovskaya - jútor Vesioli - posiólok Podgorni - posiólok Sotsgorodok                                                                                   |
| Municipio rural Kaladzhinskoye     | - stanitsa Kaladzhinskaya - seló Novi Mir |
| Municipio rural Luchevoye          | - posiólok Luch - posiólok Novolabinski - posiólok Mirni - jútor Sokolijin                                                                                         |
| Municipio rural Otvazhnenskoye     | - stanitsa Otvazhnaya - seló Gofitskoye |
| Municipio rural Pervosiniujinskoye | - jútor Pérvaya Siniuja - jútor Bratski - jútor Nekrásov - jútor Bocharov - jútor Lukin - jútor Zariá                                                              |
| Municipio rural Sladkovskoye       | - jútor Sladki - jútor Rozovi |
| Municipio rural Upornenskoye       | - stanitsa Upornaya |
| Municipio rural Jarkovskoye        | - jútor Jarkovski |
| Municipio rural Chamlykskoye       | - stanitsa Chamlykskaya - jútor Loboda |

*Los centros administrativos están resaltados en negrita.

## Economía y transporte
El principal sector económico del raión es la agricultura. Se dedican a este sector doce grandes empresas, 295 granjas campesinas y 15 335 economías auxiliares. Los principales productos son los cereales y las oleáceas. También es de importancia la ganadería, que se desarrolla asimismo en todos los grados de propiedad. Las principales empresas de la región son: OOO Labinski MEZ, OAO Sajarni zavod Labinski, ZAO Jimik, OAO Syrodel, OAO Labinski jlebozavod, OAO Labinski elevator, FGUP PPZ Labinski.